# Discourse Grammar
Die Diskursgrammatik (kurz DG) oder engl. discourse grammar ist eine grammatische Forschungsrichtung, die einerseits aus der Analyse gesprochenen und geschriebenen Diskurses und andererseits aus neueren Arbeiten über parenthetische Ausdrücke (parentheticals) entstanden ist, aber auch der Untersuchung von Simon C. Dik über extra-clausal constituents Anregungen verdankt. Von Gunther Kaltenböck, Bernd Heine und Tania Kuteva begründet, beruht diese Forschungsrichtung auf der Unterscheidung von zwei Prinzipien der grammatischen Organisation, von denen eines die Struktur von Sätzen und das andere die sprachliche Organisation über den Satz hinaus betrifft.
Entsprechend der Perspektive, die dieser Forschungsrichtung zugrunde liegt, nehmen sprachliche Einheiten, wie Formeln des sozialen Austauschs, Interjektionen (interjections), Diskursmarker (discourse markers) und andere vorgefertigten Ausdrücke (prefabs), einen wichtigen Platz bei der Gestaltung des sprachlichen Diskurses ein; in vielen anderen Modellen der Sprachwissenschaft wird ihnen dagegen nur eine marginale Rolle zugewiesen.

## Einflüsse
Die Discourse Grammar (DG) verdankt ihre Entstehung einer Anzahl verschiedener Veröffentlichungen und Forschungen, nicht zuletzt der funktionalen Grammatik (Functional Grammar) von Simon C. Dik, die von einer Differenzierung zwischen zwei Formen sprachlichen Materials ausgeht, als clausal constituents bzw. extra-clausal constituents bezeichnet. Darüber hinaus ist sie stark von der Forschung über das Wesen von parenthetischen Kategorien und über den Begriff des Supplements beeinflusst worden.

## Prinzipien und Begriffe
DG setzt sich aus allen sprachlichen Mitteln zusammen, die dazu dienen, Texte zu gestalten – unabhängig davon, ob es sich um gesprochene oder geschriebene Texte handelt. Sie wird einerseits als Aktivität aufgefasst, andererseits aber auch als Wissensspeicher, der aus einem Inventar von sprachlichen Einheiten und den Möglichkeiten ihrer Kombinierbarkeit besteht. Dabei wird eine fundamentale Unterscheidung zwischen zwei Bereichen der Sprachplanung gemacht, die als Satzgrammatik (Sentence Grammar) bzw. thetische Grammatik Thetical Grammar bezeichnet werden.
Die Sentence Grammar setzt sich aus propositionalen Begriffen und Sätzen und deren Verknüpfung zusammen. Sie bildet den einzigen oder den Hauptgegenstand der Sprachwissenschaft. Die Grundeinheit der Thetical Grammar bilden theticals, das heißt, Einheiten des sprachlichen Diskurses, deren Funktion über den Rahmen eines Satzes hinausreicht. Theticals sind syntaktisch, semantisch und meist auch prosodisch von Einheiten der Sentence Grammar abgesetzt. Zu diesen Grundeinheiten gehören parenthetische Konstruktionen, sie sind aber nicht auf letztere beschränkt. Zu den Hauptkategorien der Thetical Grammar gehören konzeptuelle theticals (z. B. Diskursmarker) sowie Vokative, Formeln sozialen Austauschs und Interjektionen. Obwohl die beiden Bereiche sich strukturell voneinander abheben, gibt es verschiedene Formen der Interaktion zwischen beiden.
Die wichtigste Form der Interaktion betrifft die Kooptation cooptation, eine Operation, mit deren Hilfe Stücke der Sentence Grammar, wie Sätze, Phrasen, Wörter oder andere Teile, in den Gebrauch der Thetical Grammar überführt werden.

## Anwendungen und weitere Arbeiten
DG ist eine neuere Forschungsrichtung, die bisher erst in begrenztem Umfang Anwendung gefunden hat. Den Schwerpunkt der Untersuchung bildeten bisher comment clauses, Diskursmarker, Finalpartikeln final particles, and Insubordination. Als Gegenstand der Beschreibung hat sich die DG bisher weitgehend auf das Englische beschränkt; in neuerer Zeit ist die Untersuchung auf nicht-europäische Sprachen ausgedehnt worden. So liegt bereits eine Detailstudie des Akie vor, einer traditionellen Wildbeutersprache aus Tansania, die zur nilotischen Sprachfamilie gehört. Es liegt eine grammatische Skizze der Sprache vor, ferner eine Untersuchung von theticals zur Organisation von Texten, und die Discourse Grammar ist auch angewendet worden, um institutional frames auf der Grundlage von gesprochenen Texten zu beschreiben.
Ein anderer Teil der Forschung hat sich der Analyse des Sprachkontakts gewidmet. Wie diese Arbeit gezeigt hat, spielen entlehnte Diskursmarker eine bedeutende Rolle bei der Textgestaltung im Sprachkontakt. Ferner weisen die Arbeiten darauf hin, dass die Unterscheidung zwischen den Bereichen der Sentence Grammar and Thetical Grammar eine neue Sicht zur Frage der Entstehung und Entwicklung menschlicher Sprache(n) beisteuern kann.
Schließlich ist ein bedeutender Teil der Forschung den neurologischen Grundlagen des Sprachgebrauchs gewidmet. Ergebnisse dieser Forschung legen den Schluss nahe, dass die Unterscheidung zwischen den beiden Bereichen der Grammatik einige Entsprechungen in der Aktivierung des menschlichen Hirns zeigt. Insbesondere deuten die bisher vorliegenden Erkenntnisse darauf hin, dass ein Zusammenhang zwischen dem Gebrauch der Thetical Grammar und Aktivität in der rechten Hirnhälfte zu bestehen scheint.

## Verwandte Arbeiten
Dass die Planung und Gestaltung von sprachlichem Diskurs sich gleichzeitig über zwei verschiedene Dimensionen erstreckt, ist keine neue Erkenntnis. So findet sich in einigen psycholinguistischen Studien zum Sprachverstehen eine der Unterscheidung zwischen
Sentence Grammar und Thetical Grammar vergleichbare Dichotomie zwischen propositional representation und discourse model, und in neurolinguistisher Diskursanalyse zwischen referential speech und modalizing speech. Entsprechende Dichotomien finden sich in anderen Forschungstraditionen, wobei jeweils bestimmte Aspekte der Dichotomie hervorgehoben werden. Besondere Gemeinsamkeiten mit der Discourse Grammar zeigen dabei die Unterscheidungen zwischen microgrammar und macrogrammar der Diskursstruktur, zwischen analytischer und holistischer Kodierung, oder zwischen konzeptueller und prozeduraler Bedeutung in der Theorie der Relevance Grammar.